# Phong trào Liên đới Phụ nữ Việt Nam
Phong trào Liên đới Phụ nữ Việt Nam là tổ chức chính trị xã hội do bà Trần Lệ Xuân kiến nghị thành lập vào ngày 20 tháng 5 năm 1958 nhằm tranh đấu cho sự bình quyền của phụ nữ Việt Nam.

## Lịch sử
- Ngày 20 tháng 5 năm 1958: Bà Trần Lệ Xuân kiến nghị Quốc hội thành lập Phong trào Liên đới Phụ nữ.
- Ngày 7 tháng 6 năm 1963: Phong trào Liên đới Phụ nữ ra quyết nghị về vấn đề tranh đấu của lực lượng Phật giáo.
- Ngày 8 tháng 6 năm 1963: Bà Trần Lệ Xuân chỉ trích việc Phật giáo để cho cán bộ Việt Cộng đột nhập.
- Ngày 29 tháng 8 năm 1963: Phong trào Liên đới Phụ nữ ra Quyết định: Tình thế hiện tại do một nhóm phản loạn gây ra với sự trợ giúp của Cộng sản, và tay sai ngoại bang. Triệt để phản đối âm mưu chia rẽ đê hèn của bọn Phong, Thực, Cộng. Mãnh liệt đả đảo bọn Việt gian bán nước đã dám làm nhục tín ngưỡng và hàng ngũ trí thức Việt Nam bằng cách bắt tay với kẻ thù dân tộc để gây loạn trong nước dưới những chiêu bài xảo trá của tín ngưỡng và tri thức.